# کوهستان مسختی
کوهستان مِسخِتی (گرجی: მესხეთის ქედი) که رشته‌کوه آجار-ایمرتی هم نامیده می‌شود بخشی از رشته‌کوه قفقاز کوچک در منطقه مسختی، در جنوب غربی گرجستان است.

## جغرافیا
طول این رشته‌کوه ۱۵۰ کیلومتر است و بلندترین نقطه آن کوه مپیست‌خارو در ارتفاع ۲۸۵۰ متری از سطح دریا قرار دارد. ویژگی کوهستان مسختی پرباران بودن آن است. محدوده اطراف کوه متیرالا (بخش آجاری از رشته‌کوه) مرطوب‌ترین منطقه در اتحاد جماهیر شوروی بود. انی ناحیه مرطوب‌ترین منطقه قفقاز با بارش سالانه تقریباً ۴۵۰۰ میلی‌متر در سال (۱۸۰ اینچ در سال) است. رودخانه‌های متعددی از کوهستان مسختی سرازیر می‌شوند، ازجمله سوپسا، آچاریستسقالی و ناتانه‌بی.

## گیاهان و جانوران
دامنه‌های کوهستان مسختی سرشار از گونه‌های بومی و پرسابقه است. این کوهستان عمدتاً در ارتفاع زیر ۱۲۰۰ متری از سطح دریا با جنگل‌های برگ‌ریز (بلوط، شاه‌بلوط، افرا، ممرز، راش) و از ۱۲۰۰ تا ۱۸۰۰ متر توسط جنگل‌های سوزنی‌برگ کاج، کاج نوئل و نَرًاد پوشیده شده‌است. مرتفع‌ترین نواحی این رشته توسط چمنزارهای زیرکوهستانی و کوهستانی پوشیده شده‌است.
استرابون از کوه‌های مسختی به عنوان کوهستان پیوسته به به قفقاز یاد می‌کند. (جغرافیا، ۱۱٫۲٫۱)
۱۴٪ از قلمرو رشته مسختی در سه پارک ملی گرجستان به نام‌های پارک‌های ملی کینتریشی، بورجومی-خارانگولی و متیرالا قرار دارد.